# 拔牙术

拔除下颚左侧第一颗臼齿的过程，摄于田纳西大学（孟斐斯）健康科学中心的牙医学院。

拔牙术，在牙医学中指从口腔中去除牙齿的手术。

## 原因
- 齲齒发展到晚期，所剩健康牙组织不够其他修复手段的牙齿。
- 萌发不良，或者有其他问题的智齿。
- 外伤折断而且无法修复的牙齿。
- 牙周疾病导致不能被修复保存（例如极度松动）的牙齿。
- 牙齿矫正的过程中，用拔来整治部分牙齿过于拥挤的情况。
- 逾期不脱落，影响恒牙萌生的乳牙。
- 被怀疑导致其他严重疾病，如感染性心内膜炎的病灶牙齿。
- 美容，更换更加整齐洁白的牙齿。

## 禁忌症或需要慎重的情况
1. 血液病，特别是凝血障碍如血友病、再生障碍性贫血等。
2. 严重的心血管疾病，或严重慢性病如糖尿病、肾病等。
3. 急性传染病。
4. 口腔急性炎症、口腔癌症患者。
5. 妊娠期妇女。
6. 体弱或暂时饥饿、疲劳等情况。

## 过程

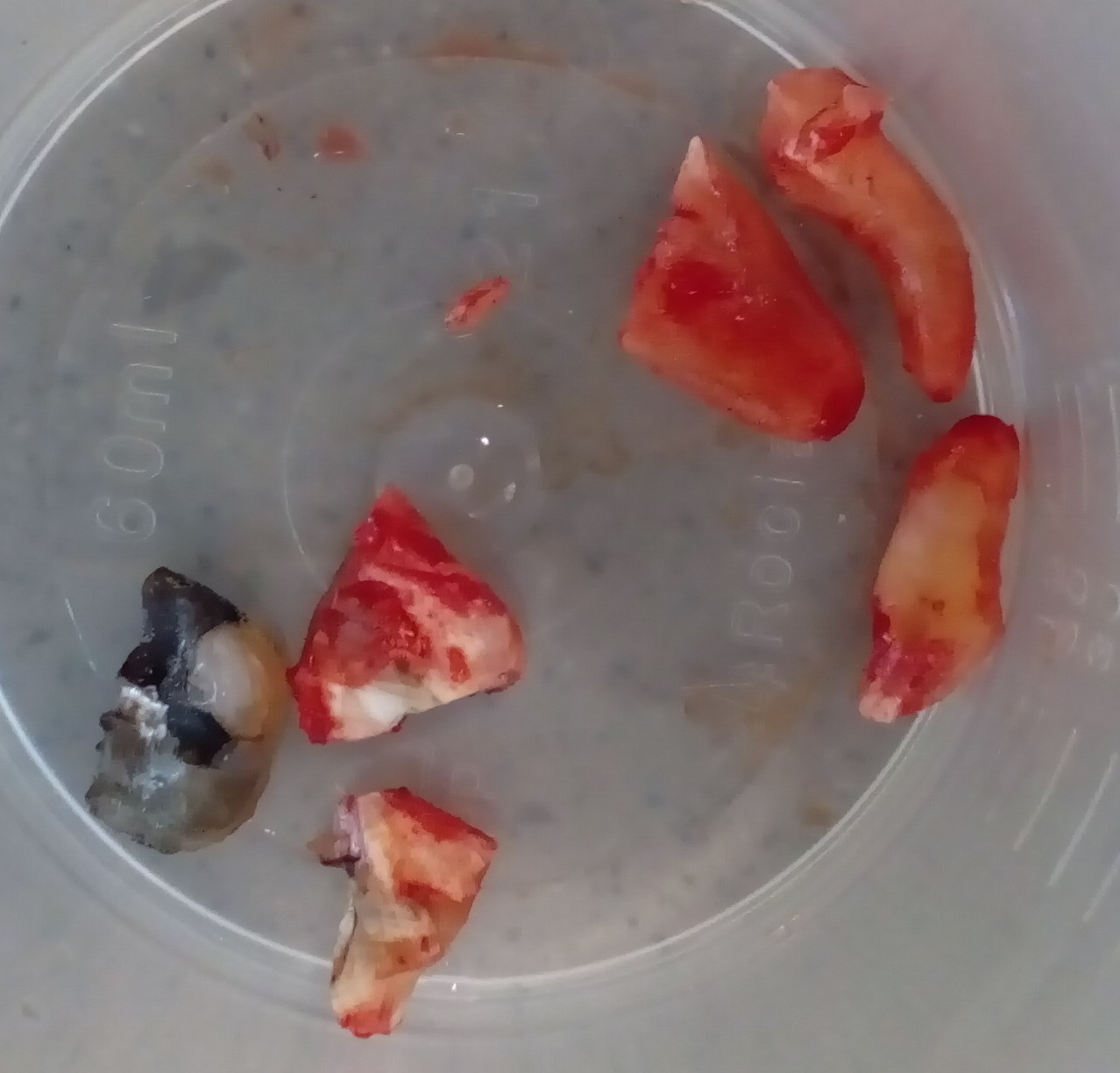

### 术前处理
术前给予口腔局部麻醉。一般使用牙槽部浸润麻醉，或对有关的神经干做阻滞麻醉。拔除前需要先分离牙龈组织，以免发生手术中撕裂。必要的时候牙钻将牙周间隙扩大，以便利器械使用。

### 拔除过程
钳拔法是在残存足够的牙冠部位情况下施行：用牙科钳通过牙冠进行摇动、旋扭，破坏牙根与牙床的结合，然后将牙牵引拔除。注意最后牵引的过程中防止用力过大，打伤相对的牙齿。
对于位置困难的牙齿，可以用撬、挺推、楔等方法拔除。还可以将要拔除的牙齿劈成若干部分，分别拔除。
对于主要藏于牙龈面下的萌发不良牙齿或残存牙根，则要分开牙龈并手术切开骨粘膜，暴露后再用器械拔除。

### 术后处理
拔除牙齿后，刮除牙槽内的肉芽组织，并且搔刮创面，使血充满牙槽窝。这样形成的血块有利于伤口恢复，并防止干槽症（见下）。创口大的情况下需要修复牙龈。如傷口較大，可能需要縫合傷口，以加快傷口癒合的時間。用消毒纱布或棉条覆盖伤口，让病人牙咬止血，在出血停止后吐掉。嘱咐病人漱口、刷牙等不要碰掉血块。用温盐水漱口有助于恢复。
拔牙術後有傷口疼痛及紅腫情形，請予患側臉頰冰敷，暫時避免熱敷，恐加速傷口感染惡化情形。

## 术后症状
- 干槽症（Alveolar osteitis）是牙槽里的血块被碰掉之后，牙槽骨直接暴露于口腔环境，痊愈过程受到影响的结果。一般在术后2-4天出现。患处发生疼痛，口臭、肿胀等现象。干槽症出现于5-10%的拔牙，特别是下部臼齿的拔除。因为吸烟者更容易出现干槽症，建议术后戒烟2天。干槽症的治疗包括彻底清创，敷治疗软膏，填以抗菌剂或丁香油（止牙痛）等。
- 感染：对于有感染危险的病人可以在术前或术后给予抗生素治疗。
- 长期出血，需要对症治疗。但术后暂时的出血则不是坏事。
- 肿胀：随组织受损情况不同，可能出现一定程度的肿胀。
- 拔除上颚牙齿的时候，可能伤及鼻窦、甚至造成鼻窦穿洞。
- 拔除上颚第三臼齿，可能伤及三叉神经。
- 拔出下颚第三臼齿，可能伤及下牙槽神经（英语：inferior alveolar nerve）。

## 外在链接
- 中国重症医学网-医学书籍-外科-口腔科学-拔牙术